# カザルヴォローネ
カザルヴォローネ（伊: Casalvolone）は、イタリア共和国ピエモンテ州ノヴァーラ県にある、人口約900人の基礎自治体（コムーネ）。
ピエモンテ語でCasalvlon。

## 地理

### 位置・広がり
| 隣接するコムーネは以下の通り。括弧内のVCはヴェルチェッリ県所属を示す。 - ボルゴ・ヴェルチェッリ (VC) - カザルベルトラーメ - カザリーノ - サン・ナッツァーロ・セージア - ヴィッラータ (VC) |